# Eddie May
Edwin Charles May, detto Eddie (Epping, 19 maggio 1943 – Barry, 14 aprile 2012), è stato un allenatore di calcio e calciatore inglese, di ruolo difensore.

## Caratteristiche tecniche
Ha iniziato la carriera nel ruolo di terzino sinistro ma già dal suo passaggio al Southport, a causa del suo fisico imponente e della sua abilità con il gioco di testa venne spostato nel ruolo di difensore centrale.

## Carriera

### Calciatore
May ha iniziato la carriera agonistica nel Dagenham, per poi passare nel gennaio 1965 al Southend Utd, club della terza serie inglese. Con gli Shrimpers milita sino al 1968, retrocedendo in quarta serie al termine della Third Division 1965-1966.
Nel 1968 passa per £5.000 ai gallesi del Wrexham, militanti nella quarta serie inglese. Nella Fourth Division 1969-1970 con i Red Dragons ottiene la promozione nella categoria superiore, livello che manterrà per tutta la sua militanza nel club. Con il Wrexham, di cui divenne una delle colonne portanti del periodo ed anche capitano, ha vinto due Coppa del Galles.
Nell'estate 1975 si trasferisce in America per giocare con la neonata franchigia dei Chicago Sting. Nella North American Soccer League 1975 May con gli Sting non riesce a superare la fase a gironi del torneo nordamericano.
Nel 1976 passa allo Swansea City, con cui ottiene la promozione nella serie superiore al termine della Fourth Division 1977-1978.

### Allenatore
Lasciato il calcio giocato diventa collaboratore tecnico presso il Leicester City e poi al Charlton, nell'estate 1988 ha una breve esperienza come allenatore del Newport County. In seguito svolge il ruolo di preparatore in Arabia Saudita, Kenya e Islanda.
Dal 1991 al 1994 diviene l'allenatore del Cardiff City, che portò alla vittoria di due Coppa del Galles e della Third Division 1992-1993. Dopo essere stato sollevato dall'incarico nel novembre 1994 e sostituito da Terry Yorath, venne richiamato nella primavera seguente ma non riuscì nell'impresa di salvare i Bluebirds dalla retrocessione nella Second Division 1994-1995.
Tra le due esperienze a Cardiff nella stagione 1994-1995 è alla guida dei gallesi del Barry Town, con cui ottiene il settimo posto nel campionato locale.
Nella Third Division 1995-1996 è alla guida degli inglesi del Torquay Utd, con cui chiude il campionato al ventiquattresimo ed ultimo posto.
Nel 1997 è alla guida degli irlandesi del Dundalk, subentrando a stagione in corso a John Hewitt. May riuscì nell'impresa di salvare il club dalla retrocessione grazie alla vittoria nello spareggio promozione/salvezza contro il Waterford United. Nonostante avesse già raggiunto l'accordo di restare alla guida della squadra anche per la stagione seguente, accettò l'offerta di allenare gli inglesi del Brentford, spinto anche dai problemi economici che affliggevano il club nordirlandese. In seguito May dirà che lasciare il Dundalk fu una delle sue peggiori scelte professionali fatte.
Guida i londinesi per la prima parte della Second Division 1997-1998, prima di venire sollevato dall'incarico.
Nella stagione 1999-2000 torna in Irlanda dove diventa l'allenatore del Drogheda Utd, con cui retrocederà nella serie inferiore.
Dopo l'esperienza in Irlanda lavora anche in Finlandia, Zimbabwe, Sudafrica, Uganda e Malawi. In Zimbabwe ha allenato gli Highlanders, con cui vinse due campionati nazionali.

## Palmarès

### Calciatore
- Coppa del Galles: 2

Wrexham: 1971-1972, 1974-1975

### Allenatore

#### Competizioni nazionali
- Coppa del Galles: 2

Cardiff City: 1991-1992, 1992-1993
- Campionato inglese di quarta divisione: 1

Cardiff City: 1992-1993
- Premier Soccer League (Zimbabwe): Premier Soccer League

Highlanders: 2001, 2002
- Coppa di Zimbabwe: 1

Highlanders: 2001